# Liste der denkmalgeschützten Objekte in Ligist
Die Liste der denkmalgeschützten Objekte in Ligist enthält die 11 denkmalgeschützten, unbeweglichen Objekte der österreichischen Gemeinde Ligist im steirischen Bezirk Voitsberg.

## Denkmäler
| Foto |                 | Denkmal                                                                                  | Standort                                | Beschreibung | Metadaten |
| ---- | --------------- | ---------------------------------------------------------------------------------------- | --------------------------------------- | --- | --- |
| ja   | Datei hochladen | Bauernhaus Leitnerhans HERIS-ID: 111401 Objekt-ID: 129233seit 2012                       | Dietenberg 85 Standort KG: Grabenwarth  | | BDA-Hist.: Q37824036 Status: Bescheid Stand der BDA-Liste: 2025-06-30 Name: Bauernhaus Leitnerhans GstNr.: .8/1 Bauernhaus Leitnerhans, Ligist                                                                                  |
| ja   | Datei hochladen | Ortskapelle, Grabenwarth-Kapelle HERIS-ID: 102754 Objekt-ID: 119204                      | Grabenwarth 1a Standort KG: Grabenwarth | Die Kapelle wurde im neobarocken Stil im Jahre 1834 erbaut und hat einen geschwungenen Giebel nebst Dachreiter. Der mit 1625 datierte Steinaltar stammt aus der Schlosskapelle. | BDA-Hist.: Q20754398 Status: § 2a Stand der BDA-Liste: 2025-06-30 Name: Ortskapelle, Grabenwarth-Kapelle GstNr.: .66/3 Grabenwarth-Kapelle                                                                                      |
| ja   | Datei hochladen | Urgeschichtliche Höhensiedlung am Dietenberg HERIS-ID: 110698 Objekt-ID: 128418seit 2016 | Standort KG: Grabenwarth                | Die Höhensiedlung wurde in mehreren Phasen besiedelt und wieder verlassen, es gibt jungsteinzeitliche, kupferzeitliche, bronzezeitliche und eisenzeitliche Anteile. | BDA-Hist.: Q37820238 Status: Bescheid Stand der BDA-Liste: 2025-06-30 Name: Urgeschichtliche Höhensiedlung am Dietenberg GstNr.: 281/5, 281/6, 281/7, 281/2, 268/1, 268/2, 269/1, 307/1, 307/2, 271 Höhensiedlung am Dietenberg |
| ja   | Datei hochladen | (Getreide)Kasten, Gasthaus, Schlosskeller HERIS-ID: 102749 Objekt-ID: 119199             | Ligist 3 Standort KG: Ligist            | | BDA-Hist.: Q37791649 Status: § 2a Stand der BDA-Liste: 2025-06-30 Name: (Getreide)Kasten, Gasthaus, Schlosskeller GstNr.: .2 Getreidekasten, Gasthaus, Schlosskeller in Ligist                                                  |
| ja   | Datei hochladen | Burgruine Ligist (Altes Schloss, Veste Lubgast) HERIS-ID: 51644 Objekt-ID: 57351         | Ligist Standort KG: Ligist              | Die Ruine des alten Schlosses liegt oberhalb des Ortes. 1222 ist hier das Geschlecht der Ligister urkundlich erwähnt. Seit Beginn des 14. Jahrhunderts bis zu ihrem Aussterben Mitte des 19. Jahrhunderts war die Burg im Besitz der Saurau. Der Zugang erfolgt über den Halsgraben über eine Brücke aus dem 17. Jahrhundert. Am besten erhalten ist der ursprüngliche Bergfried. | BDA-Hist.: Q7378775 Status: § 2a Stand der BDA-Liste: 2025-06-30 Name: Burgruine Ligist (Altes Schloss, Veste Lubgast) GstNr.: .3, 31 Burgruine Ligist                                                                          |
| ja   | Datei hochladen | Kath. Pfarrkirche hl. Katharina und ehem. Friedhof HERIS-ID: 51645 Objekt-ID: 57352      | Ligist Standort KG: Ligist              | Die Pfarrkirche hl. Katharina wurde bald nach 1283 erbaut, als Pfarre 1359 urkundlich erwähnt, und war bis 1786 dem Stift St. Lambrecht inkorporiert. 1877 wurde die Kirche vergrößert, 1925–1929 und 1973 (innen) restauriert. Der Chor mit Flachtonne und innen gerundetem 3/8-Schluss ist im Kern gotisch, das Langhaus wurde 1877 umgebaut, ist dreischiffig, vierjochig und mit einem Platzlgewölbe auf Achteckpfeilern gedeckt. Im Westjoch des Mittelschiffs ist der im Kern gotische Turm eingestellt, er trägt einen Spitzhelm. Die Westempore geht durch alle drei Schiffe und kragt im Mittelteil vor. An der Nordseite des Chors ist die barocke Sakristei aus dem 17. Jahrhundert angebaut, südlich die Grabkapelle der Saurau aus der Mitte des 17. Jahrhunderts, die Gruft darunter stammt aus dem Jahre 1861. Die Einrichtung stammt aus der Zeit um 1877 und von 1925, die Orgel von 1960. Die Wandmalereien über den Seitenaltären nach Entwürfen von Ludwig Kurz-Goldenstein sind bezeichnet mit Franz Mikschowsky 1929. Das Hochaltarbild ist mit L.R. v. Kurz 1925 bezeichnet. In der Grabkapelle der Saurau befinden sich ein Kreuzaltar aus dem Jahre 1652, ein Kruzifix aus dem 18. Jahrhundert und mehrere Grabsteine der Sauraus: Grabplatte Ottho von Saurau (1. Hälfte 14. Jahrhundert), Rotmarmorwappenstein Wolfgang von Saurau († 1520), Reliefplatte mit dem gerüsteten Erasmus von Saurau († 1532), Marmorrelief Wolf von Saurau († 1592) aus dem Jahre 1603, Wappenstein Carl von Saurau († 1648). Weiters eine Reihe von kupfernen Sargplatten mit gestochenen Inschriften aus dem 17. bis 19. Jahrhundert. | BDA-Hist.: Q21037340 Status: § 2a Stand der BDA-Liste: 2025-06-30 Name: Kath. Pfarrkirche hl. Katharina und ehem. Friedhof GstNr.: .30/1 Pfarrkirche Ligist                                                                     |
| ja   | Datei hochladen | Heimatmuseum, ehem. Malteser-Schloss (Neues Schloss) HERIS-ID: 102746 Objekt-ID: 119196  | Ligist 1 Standort KG: Ligist            | Das neue Schloss wurde unterhalb der Burg an der Straße neben dem alten Meierhof erbaut und 1817 fertiggestellt. Es war Sitz der Malteser-Kommende. Der einfache langgestreckte zweigeschoßige Einflügelbau hat hofseitig im Erdgeschoß Arkaden. Im Hof ist auch das Wappen der Saurau-Teuffenbach angebracht. Über dem Eingang befindet sich eine Inschriftentafel mit der Jahreszahl 1600, daneben Statuen der hll. Katharina und Karl Borromäus vom ehemaligen Schlossaltar aus dem Jahre 1625, der sich heute in der Grabenwarth-Kapelle befindet. Heute dient das Schloss als Heimatmuseum. | BDA-Hist.: Q21012648 Status: § 2a Stand der BDA-Liste: 2025-06-30 Name: Heimatmuseum, ehem. Malteser-Schloss (Neues Schloss) GstNr.: .1/1 Heimatmuseum, ehem. Malteser-Schloss, Ligist                                          |
| ja   | Datei hochladen | Gemeindeamt HERIS-ID: 109885 Objekt-ID: 127526                                           | Ligist 22 Standort KG: Ligist           | Das Haus, in dem sich das jetzige Gemeindeamt befindet, zeigt eine zierliche Putzgliederung aus der Mitte des 19. Jahrhunderts, das Seitenportal ist mit 1849 bezeichnet. | BDA-Hist.: Q37815855 Status: § 2a Stand der BDA-Liste: 2025-06-30 Name: Gemeindeamt GstNr.: .24/1 Gemeindeamt Ligist |
| ja   | Datei hochladen | Pfarrhof HERIS-ID: 51643 Objekt-ID: 57350                                                | Ligist 43 Standort KG: Ligist           | Vermutlich stammt der zweigeschoßige Pfarrhof mit Krüppelwalmdach und gebändertem Erdgeschoß im Kern aus dem 18. Jahrhundert. | BDA-Hist.: Q38046559 Status: § 2a Stand der BDA-Liste: 2025-06-30 Name: Pfarrhof GstNr.: .33 |
| ja   | Datei hochladen | Hammerwerk Roob/Roobhammer HERIS-ID: 102751 Objekt-ID: 119201seit 2012                   | Ligist 54 Standort KG: Ligist           | | BDA-Hist.: Q37791695 Status: Bescheid Stand der BDA-Liste: 2025-06-30 Name: Hammerwerk Roob/Roobhammer GstNr.: .61/2 Hammerwerk Roob, Ligist                                                                                    |
| ja   | Datei hochladen | Figurenbildstock hl. Johannes Nepomuk HERIS-ID: 102750 Objekt-ID: 119200                 | bei Ligist 140 Standort KG: Ligist      | | BDA-Hist.: Q37791681 Status: § 2a Stand der BDA-Liste: 2025-06-30 Name: Figurenbildstock hl. Johannes Nepomuk GstNr.: 120 Statue of John of Nepomuk, Ligist                                                                     |